# Kamila Stösslová
Kamila Stösslová (rozená Neumannová, 1891 Putim – 1935 Písek) byla přítelkyní a pozdní láskou Leoše Janáčka. Seznámil se s ní v roce 1917 v lázních Luhačovice. Stala se inspirací pro řadu jeho hudebních děl, např. Káťu Kabanovou, Říkadla, Mládí, Věc Makropulos, Zápisník zmizelého, Lišku Bystroušku, Z mrtvého domu či za smyčcové kvarteto Listy důvěrné. Tedy za všechna důležitá díla posledního desetiletí Janáčkova života. Z jejich vztahu se zachovalo několik stovek dopisů (většinou od Janáčka, dopisy od ní skladatel většinou zničil). Byla s Janáčkem i v době jeho smrti. Je pohřbena na židovském hřbitově v Písku (ale neví se kde přesně).
V televizní inscenaci Hledání Janáčka režiséra Petra Kaňky, oceněné na Mezinárodním televizním festivalu Zlatá Praha, její postavu ztvárnila Zuzana Vejvodová.
Kamila Stösslová má také obraz. Dosud jediný portrét Janáčkovy múzy vytvořila malířka a výtvarnice Petra Bouška Kvapilová k odhalení pamětní desky Kamily Stösslové v Písku (listopad 2022). Obraz byl vystavován po dobu oslav v Prácheňském muzeu. 